# 琴斯托霍瓦市政厅
琴斯托霍瓦市政厅（波蘭語：Ratusz w Częstochowie）是波兰琴斯托霍瓦的市政厅，位于市中心（Śródmieście）的瓦迪斯瓦夫·别甘斯基广场（plac Władysława Biegańskiego）南侧，圣母巷（Aleja Najświętszej Maryi Panny）45号，古典主义建筑风格，建于1828-1836年，建筑师弗朗西斯·泽克·莱因斯坦，1908年重建，1960年列入古迹名录。

## 历史
最初有两个独立的市镇，斯托琴霍瓦和新斯托琴霍瓦（Nowa Częstochowa），各自有自己的市政厅。新斯托琴霍瓦市政厅可能在邦联期间被烧毁，而斯托琴霍瓦市政厅在拿破仑战争期间被摧毁。目前的市政厅建于1828-1836年，两座市镇合并后。建造市政厅的成本为45000兹罗提。。1854年，为了配合皇帝对城市的访问，该建筑的正面进行了翻修。在1908年又进行重建。   1959年，市议会将市政厅移交给博物馆。1967年以后，市政厅一直是琴斯托霍瓦博物馆（Muzeum Częstochowskie）的所在地。
2004年4月，市政厅建筑群开始全面翻修。历时两年，于2006年5月16日正式开放。该建筑经过改造，可以满足残疾人的需求。历史上的地窖和楼梯显露出来，塔楼上辟为了望点，整个建筑群获得了统一的立面。

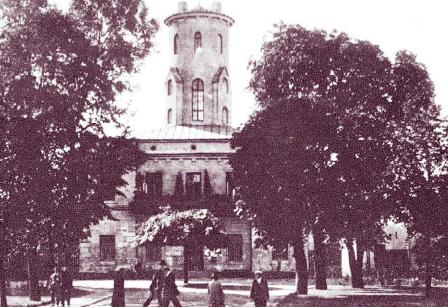
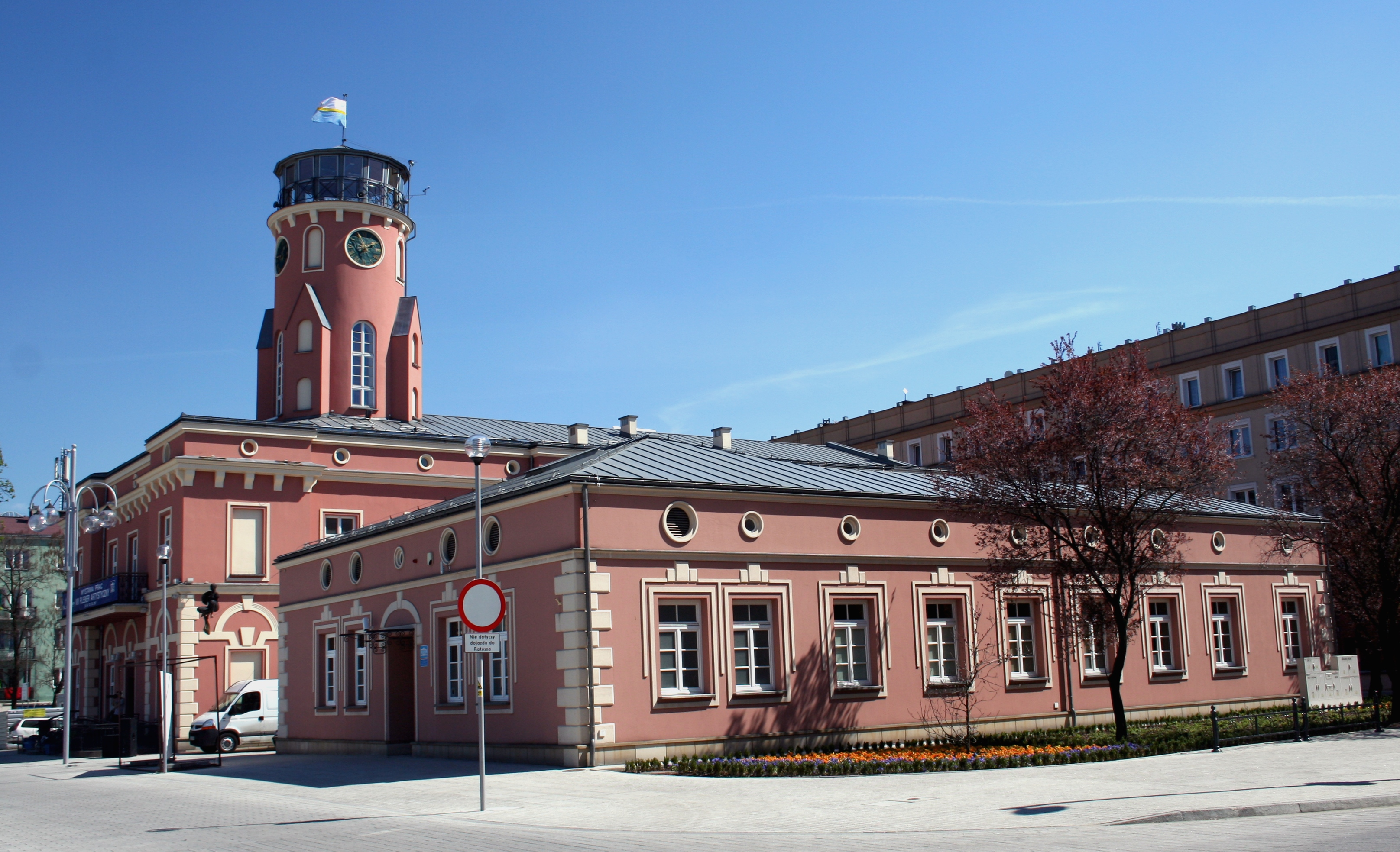
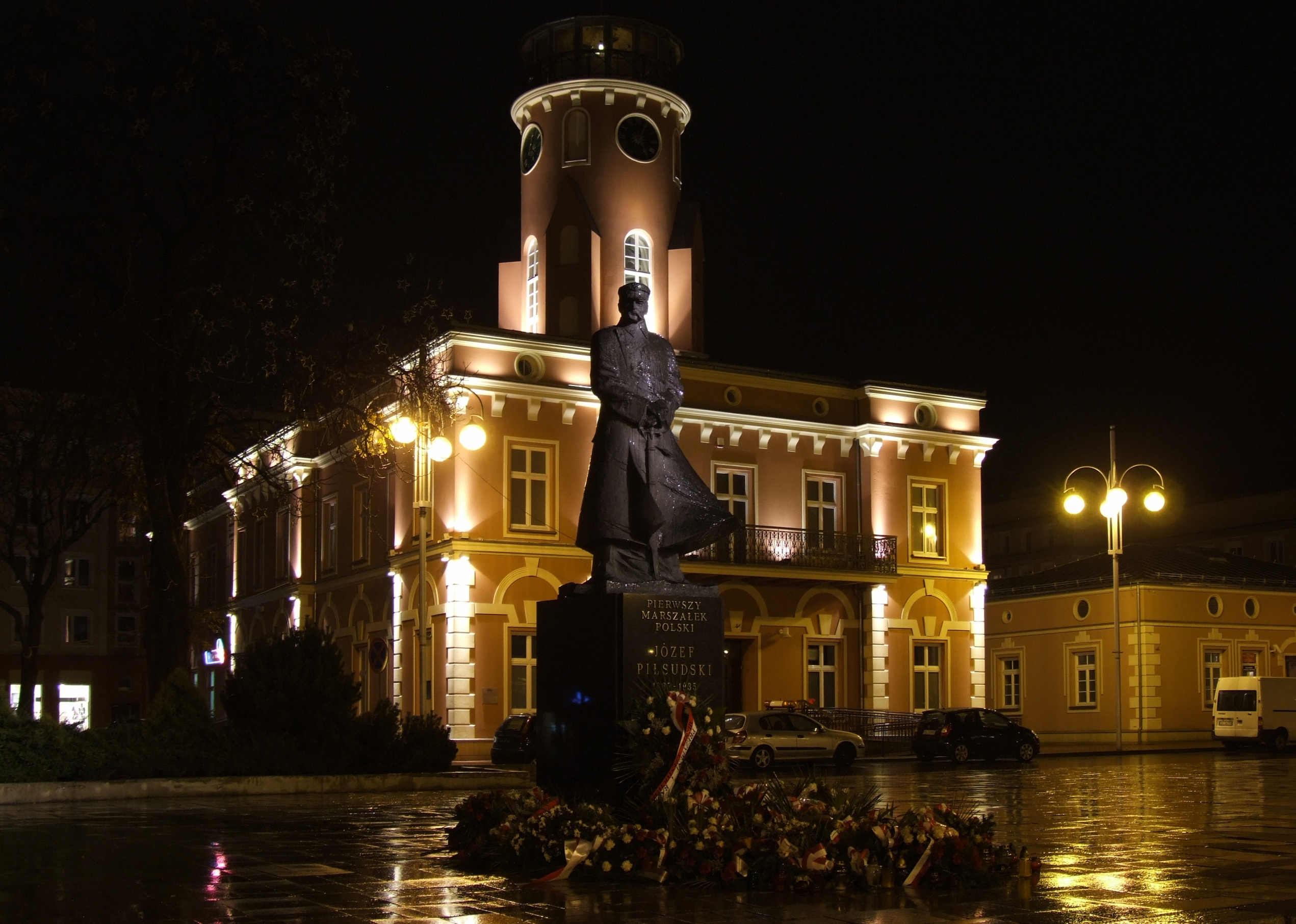
市政厅和毕苏斯基纪念碑